# Santuario della Madonna del Frassino (Oneta)
Il santuario della Madonna del Frassino è un luogo di culto cattolico di Oneta in alta val del Riso, posta occidentalmente alla val Seriana in provincia e diocesi di Bergamo, nella località chiamata Frassino.

## Storia

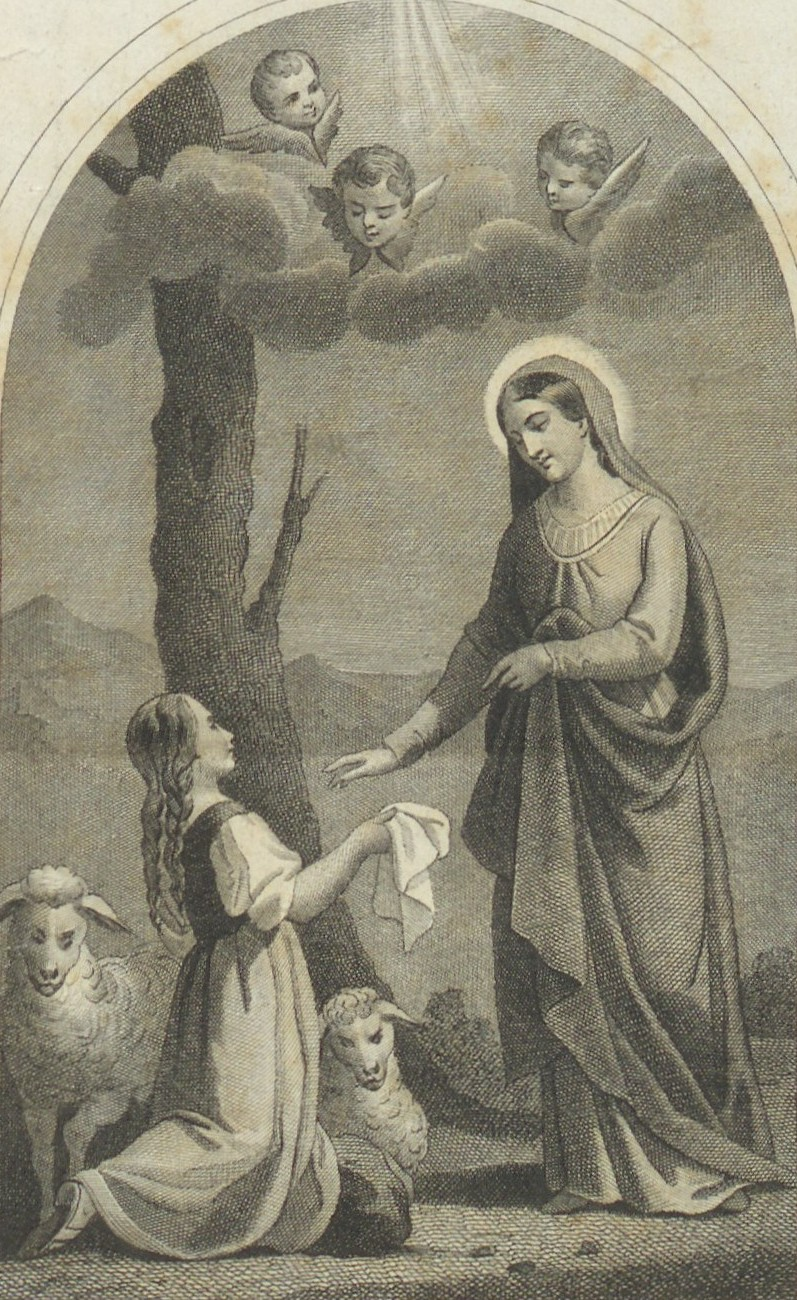
Effigie della Beata Vergine del Frassino in una litografia del XIX secolo

L'edificio di culto edificato a seguito del miracolo mariano del Cinquecento subì molte modifiche e ampliamenti per rispondere alla grande devozione cui era oggetto.

La chiesa fu costruita sul luogo dove avvenne il miracolo mariano dell'apparizione nel 1512 e ultimata nel 1520. L'edificio originariamente, era di piccole dimensioni definito oratorio campestre e intitolato alla Visitazione di Maria alla cugina Elisabetta con la sorgente d'acqua posta nel porticato. Fu quindi oggetto di una prima ricostruzione nel 1524.  Fu visitata per la prima volta dal vescovo Pietro Lippomano il 10 luglio 1536, e successivamente da san Carlo Borromeo nel 1575. Nel 1628 fu innalzato il campanile dopo che l'edificio fu nuovamente modificato e ampliato. Fu posta poi la prima campana opera di Marino Fanzago di Clusone La torre fu ricostruita nel 1725. Risulta che sulla località vi abitasse un romito presente fino all'Ottocento.
Il 19 luglio 1914 fu posta la corona sulla statua devozionale della Madonna dal cardinale di Milano Andrea Ferrari. La cerimonia vide la partecipazione di molti prelati tra i quali Giovanni Roncalli poi papa. La corona d'oro era ornata di gemme e pietre preziose opera del cesellatore Giovanni Corti. Pesava 352 grammi ed ebbe un costo di 1720 lire, non poche per il periodo. Giunsero offerte da molte località dell'alta Val Seriana. Conseguente all'incoronazione si ritenne che la statua della Vergine seicentesca era ormai troppo ammalorata e non più idonea e ne fu commissionata una nuova a Giovanni Manzoni e a Ruggero Rossi fu commissionata la creazione del trono dove la statua doveva essere posta. La statua originale è conservata nella chiesa di San Rocco e si presenta ancora abbigliata con gli ornamenti originali. Nel 1964, in occasione del cinquantesimo anniversario dell'incoronazione della Madonna, fu sostituito anche il gruppo scultoreo con una copia identica a quello del 2 luglio 1976 di Luigi Carrara con una copia opera della ditta Deuseti di Ortisei.

### Miracolo mariano
Il miracolo avvenuto, secondo la tradizione, nella località detta Frassino di Oneta in val Seriana, presenta diverse versioni, che potrebbero essere però originate da un unico evento. La narrazione di Wilhem Gumppenberg nell'Atlante Mariano, riporta che il 2 luglio del 1512 Petruccia Carobbio, una giovane fanciulla cieca e sofferente, sedeva presso un frassino mentre custodiva le sue pecore, pregando e invocando l'aiuto della Madonna, quando le comparve una signora che le guarì gli occhi chiedendole di far edificare una chiesa a Lei dedicata, vicino all'acqua della sorgente che miracolosamente aveva iniziato a sgorgare. Proprietario del sito era Giovannino de Berzi, che vendette parte dei fondi a Pietro di Comino Batalino lasciandone però una frazione per l'edificazione del luogo di culto, che venne ultimato nel 1520. 

Gli atti della Visita pastorale di san Carlo Borromeo indicherebbero la presenza nella chiesa di una cassettina contenente un panno macchiato di sangue, sarebbero le lacrime che la Madonna dipinta sopra l'edificio costruito sopra la sorgente d'acqua aveva versato.
(Atti della visita pastorale di san Carlo Borromeo - 6 ottobre 1575)
Questa informazione riporterebbe che il miracolo non è solo nell'apparizione della Vergine ma anche nelle lacrime di sangue versate dalla sua immagine prodotta sul muro di un edificio.

## Descrizione

### Esterno
La chiesa è collocata sul dosso di un monte, lontana dal centro urbano ed è preceduta da un sagrato di ampie dimensioni terminante una barriera di cemento composta da piastrini sagomati. La facciata a capanna termina dalle falde del tetto lignee molto sporgenti atte a proteggere i fedeli e la facciata stessa. Centrale il portale con architrave sagomata. Due aperture laterali complete di inferriate sono poste nella parte inferiore, mentre in quella superiore vi sono altre tre aperture di cui quella centrale più ampia. Un affresco raffigurante la comparsa della Vergine alla pastorella è presente nella parte centrale sopra l'ingresso opera di Giovanni Brighenti del 1833 che riporta la scritta: ADORABIMUS IN LOCO UBI STETERUNT PEDES EIUS.

### Interno
L'interno è a tre navate di cui quella centrale di altezza maggiore. Quattro opere di Giovanni Brighenti completano la navata centrale. Sulla controfacciata vi sono Natività di Maria, Sposalizio di Maria Vergine con san Giuseppe, mentre all'ingresso del presbiterio vi sono l'Annunciazione, sul frontone dell'area presbiteriale la Assunzione di Maria al cielo, mentre centrale al presbiterio il dipinto Incoronazione di Maria in cielo.

#### Polittico della Visitazione
L'altare maggiore è ornato dal polittico attribuito a Girolamo da Santacroce composto da tre riquadri e una lunetta superiore. I pannelli dall'intensità cromatica è tavola di legno e raffigurano nella parte centrale la Visitazione di Maria alla cugina Elisabetta, a destra san Giuseppe e a sinistra San Zaccaria. La lunetta superiore raffigura Dio Padre con angeli. L'opera fu eseguita probabilmente entro il 1524 come risulterebbe dall'atto del notaio Almidano Guarinoni di Gorno conservati nella Memoria deli denari trovati in la cassa oferti per iubileo quali serano distribuiti in la fabrica del anchon, atti conservati nella Biblioteca civica Angelo Mai di Bergamo.